# ふうちょう座シータ星
ふうちょう座θ星（ふうちょうざシータせい、θ Apodis、略称：θ Aps）は、ふうちょう座の恒星で脈動変光星。

## 特徴
SRB型の半規則型変光星で、4.58等と5.34等、あるいは4.65等と6.20等の間を変光する。周期は変光星総合カタログによれば108日とされているが、アメリカ変光星観測者協会によれば111.0日とされている。ふうちょう座θ星が分類されるSRB型は半規則型変光星の中でも周期性があまり良くない変光をする赤色巨星が分類される型であり、ふうちょう座θ星自身も赤色巨星である。